# Riverside, California
Riverside este un oraș și sediul comitatul omonim, comitatul Riverside, din statul  California,  Statele Unite ale Americii.

## Personalități născute aici
- Reggie Miller (n. 1965), baschetbalist.